# Megascelus melanoproctus
Megascelus melanoproctus is een vliegensoort uit de familie Mydidae. De wetenschappelijke naam van de soort is voor het eerst geldig gepubliceerd in 1970 door Artigas.
De soort komt voor in Chili.